# Jarmułka

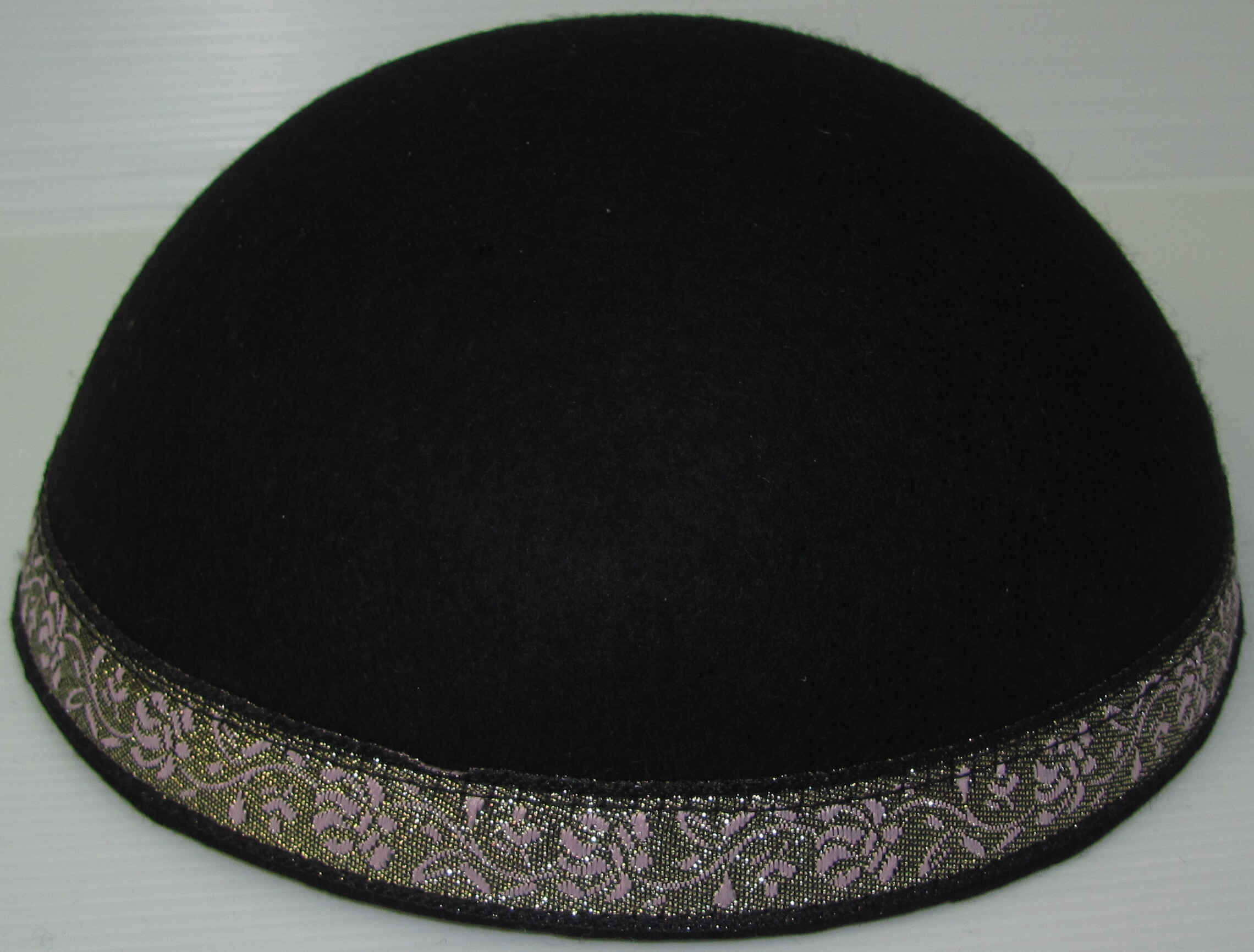
Jemeńska jarmułka

Jarmułka (mycka, kipa) – mała, płytka czapeczka ściśle przylegająca do czubka głowy, wykonywana najczęściej z sukna lub adamaszku. W XVI-XVII wieku popularnie noszona przez uczonych, duchowieństwo i ludzi starszych. W kontekście rytualnym wykorzystywana głównie przez Żydów.

## Etymologia
Prawdopodobnie nazwa jarmułka etymologicznie wywodzi się z tur. yağmurluk oznaczającego dosłownie „płaszcz przeciwdeszczowy” lub „daszek chroniący przed deszczem”, chociaż genezą słowa może być również termin łaciński almunicum albo almunica („czapka kanonika”). W jidysz zapożyczone z polskiego jako jarmlke (‏יאַרמלקע‎). Wedle żydowskich interpretacji pochodzi od aramejskiego zwrotu jira malka „szacunek wobec króla”. W języku hebrajskim nosi nazwę kipa (‏כיפה‎), dosłownie: „kopuła”.

## W judaizmie

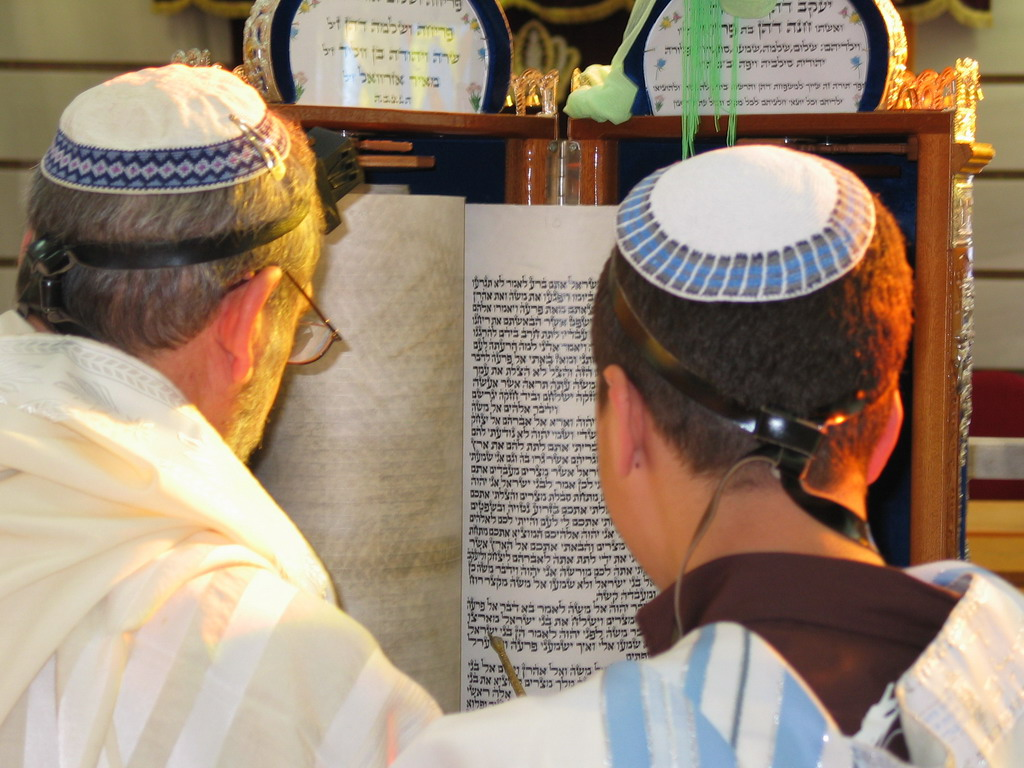
Odczytywanie Tory w trakcie bar micwy, na głowach widoczne jarmułki oraz tefiliny

W tradycji judaistycznej używana jest jako nakrycie głowy mężczyzn i chłopców.  Zgodnie z prawem żydowskim jarmułka (kipa) ma być noszona podczas modlitwy, wygłaszania błogosławieństw, czytania Tory oraz podczas przebywania w synagodze lub jesziwie. Tradycyjnie jarmułka noszona jest cały czas, co jest wyrazem szacunku dla Boga, według innych źródeł ma ona stale przypominać o obecności Boga. Nie jest to przepis talmudyczny, ale praktyka chodzenia z zakrytą głową jest odnotowana w Talmudzie, gdzie wskazane jest nakrywanie głowy chłopcom, co ma dać im pobożność w życiu dorosłym. Chodzenie z głową nakrytą jarmułką stało się zwyczajem powszechnie akceptowanym przez Żydów, a z czasem większość autorytetów halachicznych uznało je za obowiązkowe.
Zwyczaj noszenia jarmułki ma swą genezę w czasach biblijnych, kiedy to kapłani nakrywali głowy podczas obrzędów. Jarmułka jest używana zwyczajowo od starożytności. Początkowo nie była noszona powszechnie przez Żydów, upowszechniła się w czasach średniowiecza, kiedy to wprowadzono prawo nakazujące odróżniać żydów od chrześcijan (w 1215 roku Czwarty Sobór Laterański nakazał żydom i muzułmanom w krajach chrześcijańskich ubieranie się w sposób odróżniający ich od chrześcijan).
Jarmułka dla żydów nie jest przedmiotem posiadającym świętość, w przypadku zużycia może być wyrzucona i zastąpiona nową.

### Kolory jarmułek
Chasydzi tradycyjnie noszą jarmułki w kolorze czarnym. W czasie świąt żydowskich często zakładane są białe jarmułki. Żydzi jemeńscy i gruzińscy noszą jarmułki bogato zdobione.

## W katolicyzmie

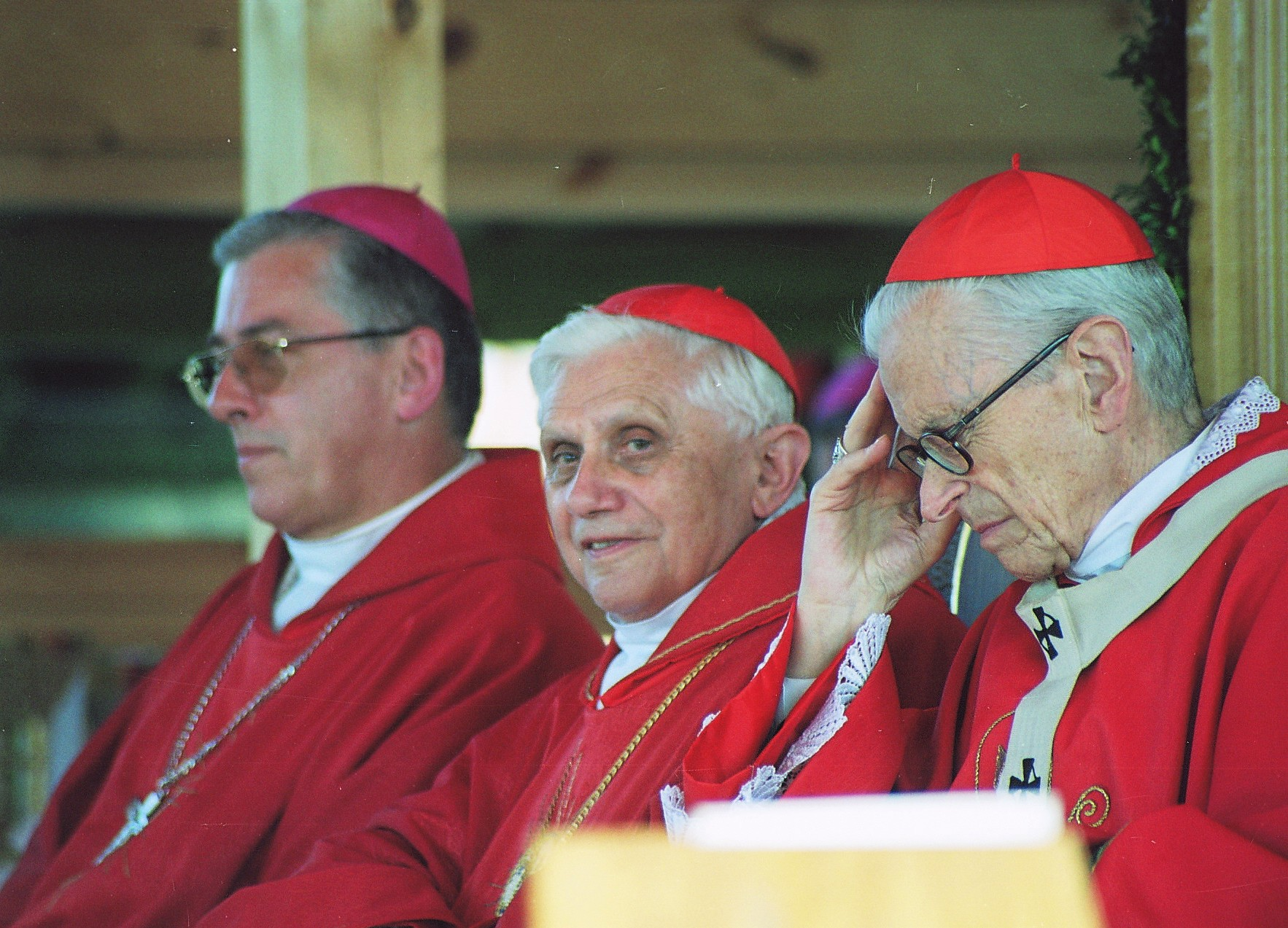
Katoliccy kardynałowie oraz biskup w jarmułkach (piuskach)

Jarmułki na głowach chrześcijańskich duchownych widoczne są już na XIII-wiecznych freskach. Jarmułka, zwana też piuską, jest odznaką godności kościelnej. Papież nosi jarmułkę białą, kardynałowie czerwone, biskupi amarantowe, a niżsi rangą duchowni czarne.